# Little Boy
Little Boy fue el nombre con que se bautizó a la bomba atómica que Estados Unidos lanzó sobre la población civil de la ciudad de Hiroshima (en Japón) el lunes 6 de agosto de 1945.
Little Boy fue lanzada desde el bombardero estadounidense Boeing B-29 Superfortress llamado Enola Gay, pilotado por el coronel Paul Tibbets, quien bautizó al avión con el nombre de su madre. Little Boy fue lanzada desde 10 450 m de altura. La bomba explotó a las 8:15:45 a. m. a una altitud de 600 m sobre la ciudad, matando aproximadamente a 140 000 personas.
El 15 de agosto de 1945, el Imperio de Japón anunció su rendición incondicional frente a los Aliados, concluyendo la Guerra del Pacífico (1937‑1945) y, por tanto, la Segunda Guerra Mundial (1939‑1945) en esa parte del mundo.
En inglés, Little Boy significa ‘niño pequeño’. En idioma japonés el nombre se tradujo como リトルボーイ Ritorubōi?

## Descripción
Little Boy era una bomba cuyo diseño aún no había sido probado el día del lanzamiento, ya que la única prueba anterior de un arma nuclear (la prueba Trinity, realizada cerca de la ciudad de Alamogordo, en el estado de Nuevo México) era de plutonio, mientras que Little Boy era de uranio, sobre cuya fiabilidad no se albergaban tantas dudas.
Presentaba un aspecto alargado, color verde oliva, morro chato y alerones cuadrados. De su superficie sobresalían sensores de radar y barométricos. Pesaba aproximadamente 4400 kilogramos, tenía 3 metros de longitud y 71 cm de diámetro.

## Lanzamiento sobre Hiroshima

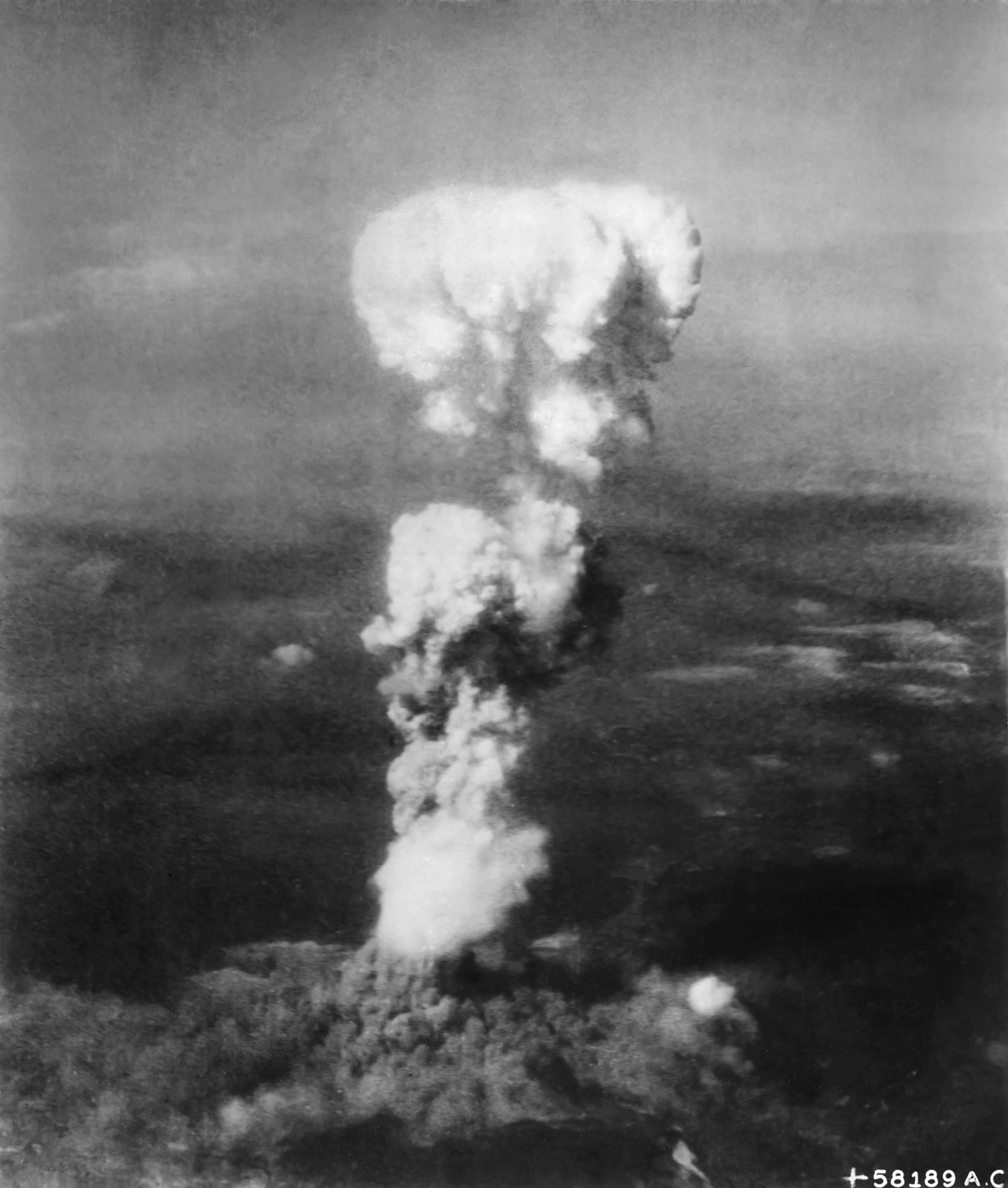
La nube de hongo sobre Hiroshima producida por la explosión de la bomba atómica Little Boy el 6 de agosto de 1945.

Se fijó al avión con unos ganchos especiales, diseñados y fabricados por una empresa propiedad de Zeppo Marx. Tenía una potencia explosiva cercana a los 16 kilotones, equivalente a 16 000 toneladas de TNT.
Enviada desmontada a Tinián el 26 de julio de 1945, una parte fue transportada por el crucero pesado USS Indianapolis (CA-35) y el resto en avión.
Una vez ensamblada, bajo las más estrictas medidas de seguridad, quedó a la espera, requiriéndose la construcción de un foso al lado de la pista para depositar en él la bomba.
El avión Enola Gay tuvo que colocarse encima de este foso para que la bomba pudiese ser izada mediante gatos hidráulicos y colocada en el compartimiento de bombas del avión.
El B-29 Enola Gay necesitó de toda la pista para despegar con la bomba, que fue armada en vuelo por los técnicos William Sterling Parsons y Morris Jeppson. El montaje consistía en colocar los pequeños sacos de cordita (explosivo convencional que serviría para producir el disparo de los anillos de uranio-235), armarla eléctricamente, comprobarla y quitar los obturadores de seguridad verdes y colocar unos obturadores rojos.
Una vez sobre Hiroshima, Paul Tibbets lanzó la bomba atómica después del reconocimiento climático de Claude Eatherly y su «go ahead».
La explosión se produjo a una altitud de 600 metros sobre el centro de la ciudad.
Fue la primera de las dos únicas bombas atómicas (junto con Fat Man) que han sido utilizadas como arma de guerra para eliminar seres humanos.

## Diseño
1. Aletas de cola.
2. Cierre de acero del cañón.
3. Detonador.
4. Cordita (explosivo convencional).

Diagrama interno de Little Boy.

5. Proyectil de uranio-235, seis anillos (26 kg) en un recipiente de acero delgado.
6. Aberturas de los sensores barométricos.
7. Pared exterior de la bomba.
8. Equipo de armado de la bomba.
9. Cañón del revólver, de acero, de unos 10 cm de diámetro y 200 cm de longitud.
10. Alambres de interconexión.
11. Cuerpo antimanipulación, de acero.
12. Blanco de uranio-235, dos anillos (38 kg).
13. Conjunto antimanipulación/reflector, de carburo de wolframio.
14. Iniciador neutrónico.
15. Antenas Archie, para detonación por radar.
16. Alojamiento para el dispositivo de seguridad de boro (no es visible).